# 戴夢奎
戴梦奎，字惟直，浙江兰溪县人。清朝官员。同进士出身。
戴梦奎于雍正八年（1730年）中式庚戌科三甲進士。雍正十二年（1734年）任福建邵武府建宁县知县。